# Ashes & Fire
Ashes & Fire är Ryan Adams trettonde studioalbum, utgivet 10 oktober 2011 på Pax AM och Capitol Records.

## Låtlista[1]
Alla låtar är skrivna och komponerade av Ryan Adams. 
| Nr  | Titel                                   | Längd |
| --- | --------------------------------------- | ----- |
| 1.  | Dirty Rain                              | 5:19  |
| 2.  | Ashes & Fire                            | 3:45  |
| 3.  | Come Home                               | 4:50  |
| 4.  | Rocks                                   | 2:58  |
| 5.  | Do I Wait                               | 3:53  |
| 6.  | Chains of Love                          | 2:23  |
| 7.  | Invisible Riverside                     | 4:44  |
| 8.  | Save Me                                 | 4:18  |
| 9.  | Kindness                                | 4:30  |
| 10. | Lucky Now                               | 2:52  |
| 11. | I Love You But I Don't Know What to Say | 4:10  |